# Holden Beck

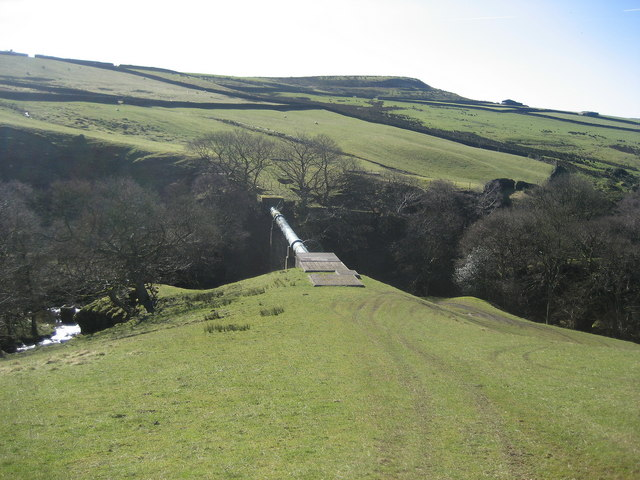
Umgebung um Holden Beck

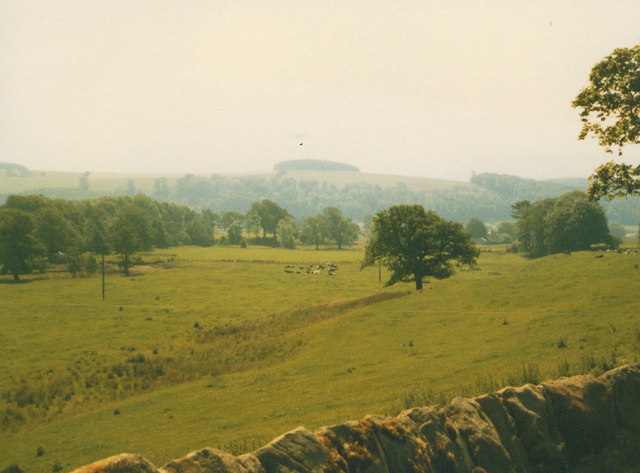
Landschaft in Lancashire nahe dem Holden Beck

Der Holden Beck ist ein Wasserlauf in Lancashire, England. Einer seiner Quellbäche, der Threap Green Brook, entspringt östlich von Slaidburn und fließt in südlicher Richtung. 
Durch weiteren Zufluss entsteht der Holden Beck bei Dugdales und fließt weiter in südlicher Richtung, bis er nahe dem Ort Holden in den Skirden Beck mündet. Er fließt durch Alder House Holz und Clough Holz. Zwischen Mear Gill und Holden wird Holden Beck zu Mear Gill. Neben dem Holden Beck sind Kirk Beck, Bier Beck, Monubent Beck, Grunsagill Beck und New Gill Beck weitere Zuflüsse in den Skirden Beck.